# 2А82
2А82 — российская гладкоствольная танковая пушка. Пушка производится на «Заводе № 9».

## История создания
Разработка пушки 2А82 началась ещё в начале 1990-х годов в рамках так называемого «дуплекса» — двух орудий с разными калибрами, но близких по конструкции. Более мощной пушкой 2А83, имевшей калибр 152 мм, планировали вооружить перспективный российский танк Т-95 (Объект 195), которым конструкторы занялись после развала Советского Союза и замораживания харьковского проекта Объект 477 «Молот» с аналогичным орудием. А вторая пушка, 2А82, стандартного для СССР танкового калибра 125 мм, предназначалась для модернизации уже построенных танков Т-72 и Т-80.
По имеющимся данным, первый макетный образец 125-мм танковой пушки 2А82 поступил на испытания в 2003 году. Её ствол для обеспечения высокой живучести изготавливался из высокопрочных сталей (с повышенными требованиями к качеству металла), а поверхность канала была хромирована. К осени 2006 года на макетном образце 2А82 были проведены испытания в объёме 787 выстрелов, а на следующих двух опытных образцах — по 613 и 554 выстрела соответственно.
В 2009 году работы над танком «Объект 195» с более мощным 152-мм орудием были закрыты, причем тогдашний заместитель министра обороны России генерал Поповкин охарактеризовал проект как «имеющий корни в советских временах» и «избыточный». После чего нижнетагильское УКБТМ начало проектировать «облегченный» вариант перспективного российского танка в рамках ОКР «Армата», ставшего впоследствии известным как Т-14 («Изделие 148»).
Его основным оружием должна была стать пушка 2А82. Правда, в связи с тем, что новый танк получил автомат заряжания совершенно иной конструкции, чем в Т-72 и Т-90, а также необитаемое боевое отделение, пушку пришлось дорабатывать. В частности, стало возможным отказаться от продувки канала ствола после выстрела, что благоприятно сказалось на скорострельности. Пушка, адаптированная для установки на Т-14, получила индекс 2А82-1М.

## Описание конструкции
По сообщениям западных обозревателей, танковое орудие 2А82 совмещено с традиционным автоматом заряжания карусельного типа, унаследованным от машин Т-72, Т-80, Т-90 и др. При установке 2А82 на танк Т-14 нет необходимости в эжекторе пороховых газов, ввиду размещения членов экипажа вне башенного отсека. При этом панорамный прицел командира смонтирован в верхней части танковой башни, приборы наведения наводчика расположены слева от танкового орудия. Особо отмечается отсутствие рядом с ним какого-либо вспомогательного вооружения (например — спаренного пулемёта), несмотря на то, что его присутствие заявлялось ранее.
Её характеристики таковы, что она превосходит лучшую танковую пушку НАТО — Rh120 L/55 (калибр 120 мм, длина ствола 55 калибров) компании «Rheinmetall», использующуюся в немецком «Леопарде-2» и американском «Абрамсе». Дульная энергия российской пушки в 1,17 раз выше, чем у немецкой. Все прочие характеристики превышены в среднем в 1,2—1,25 раз. А дальность стрельбы достигает 7 км против 5 км у натовских танков. 
Пушка 2А82-1М способна вести огонь как всеми существующими 125-мм боеприпасами, так и новыми перспективными боеприпасами, в частности, бронебойно-подкалиберными снарядами повышенного могущества 3БМ59 «Свинец-1» и 3БМ60 «Свинец-2» длиной 740 мм, а также новыми, специально разработанными для Т-14.
Для пушки 2А82 были разработаны боеприпасы БПС «Вакуум-1» и «Вакуум-2» длиной 900 мм, имеются и ещё два снаряда: осколочно-шрапнельный с дистанционным подрывом в любой точке траектории «Тельник» и управляемый реактивный снаряд 3УБК21 «Спринтер», имеющий эффективную дальность в 8 километров.
9 декабря 2021 года зампред коллегии ВПК Ельчанинов заявил, что танк «Армата» получил новый боекомплект 

## Тактико-технические характеристики
- Масса пушки 2А82-1М - 2 700 кг
- Длина ствола - 7.000 мм.
- Скорострельность пушки - 10-12 выстрелов в минуту.
- Ресурс ствола пушки - 800-900 выстрелов.
- Дульная энергия выстрела - 15-24 МДж.
- Начальная скорость полёта снаряда - более 2.000 м/с.
- Эффективная дальность выстрела снарядами - 4.700 м
- управляемым реактивным снарядом (УРС) 3УБК21 «Спринтер» - 8.000 м,
- противотанковой управляемой ракетой (ПТУР) «Рефлекс-М» - 5.500 м.
- Бронепробиваемость бронебойным подкалиберным снарядом (БПС) - 850-1.000 мм,
- Бронепробиваемость противотанковой управляемой ракетой (ПТУР) «Рефлекс-М» - 950 мм.
- Боекомплект - 45 снарядов, в автомате заряжания - 32 снаряда. [6]

## Модификации
- 2А82 — базовая модификация, рассматривалась для установки в «Объект 785» и Т-90[7].
  - 2А82-1М — модифицированная версия 2А82 для установки в танки типа Т-14[8] и в глубоко модернизированный Т-90М[9].